# Johannes Kleinspehn

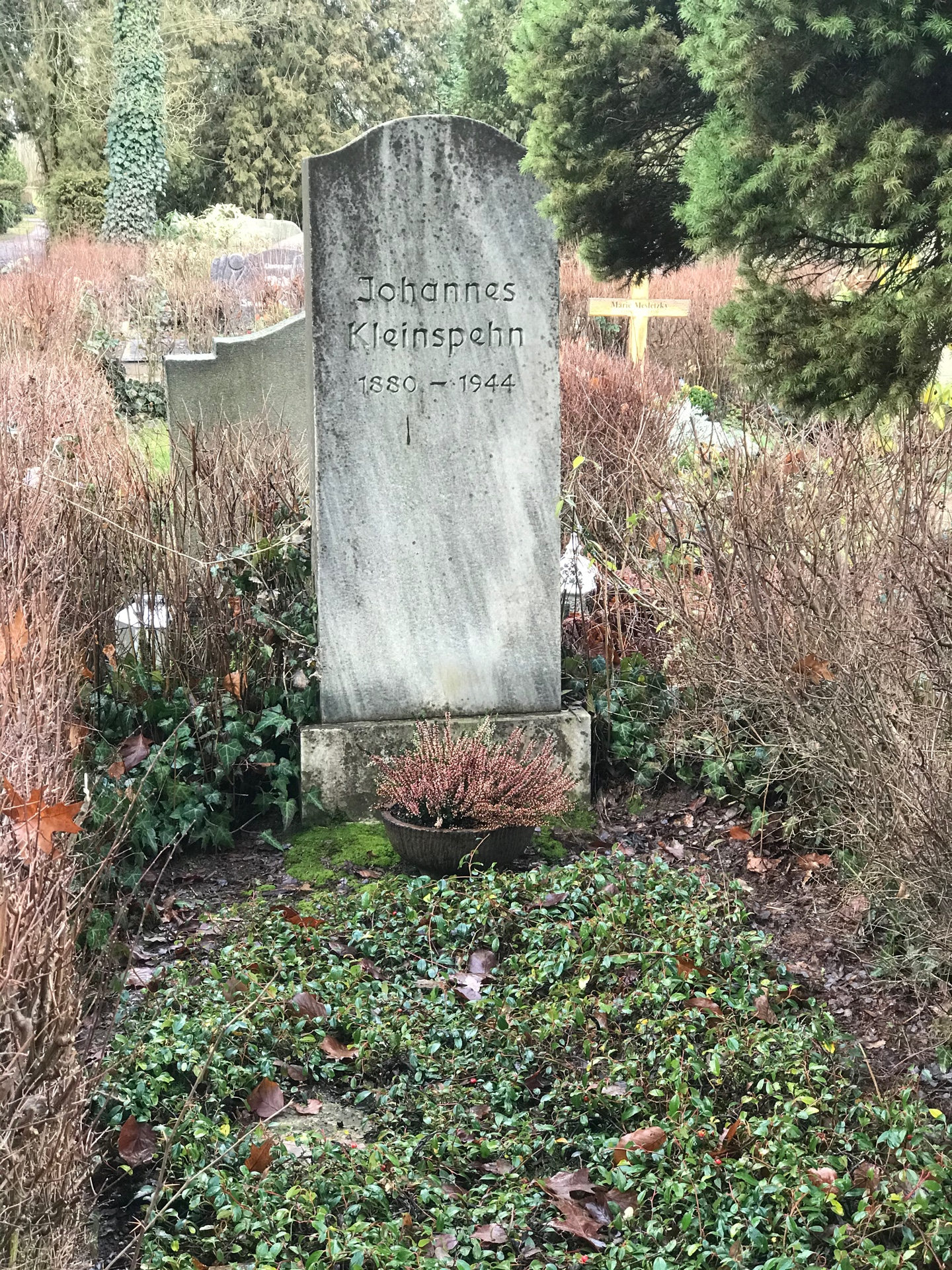
Grabstein von Johannes Kleinspehn, Nordhausen

Johannes Kleinspehn (* 24. April 1880 in Frankenthal; † 1. Februar 1944 im Konzentrationslager Sachsenhausen) war ein deutscher sozialdemokratischer Journalist und Politiker. Während der Zeit des Nationalsozialismus beteiligte er sich am Widerstand.

## Leben
Johannes Kleinspehn war von Beruf Eisendreher und Mechaniker. 1903 trat er der SPD und den freien Gewerkschaften bei. Zwischen 1903 und 1907 war er Vorstandsmitglied des Gewerkschaftskartells in Erfurt. Auch im örtlichen Deutschen Metallarbeiterverband saß er im Vorstand. Zwischen 1910 und 1933 war Kleinspehn hauptberuflich Redakteur der Volkszeitung in Nordhausen. Dort war er zwischen 1911 und 1914 auch Vorsitzender des SPD-Bildungsausschusses. 1917 trat Kleinspehn zur USPD über. Er war im Dezember 1918 Delegierter des ersten Reichsrätekongresses. 1922 kehrte er zur SPD zurück. Er gehörte in den 1920er Jahren dem Unterbezirksvorstand Nordhausen und dem Bezirksvorstand für Thüringen an.
Zwischen 1919 und 1921 gehörte Kleinspehn der verfassungsgebenden preußischen Landesversammlung und anschließend bis 1933 dem preußischen Landtag an.
Nach dem Beginn der Zeit des Nationalsozialismus wurde Kleinspehn im September 1933 verhaftet und zu drei Jahren Zuchthaus verurteilt. 1936 schloss er sich in Berlin einer Widerstandsgruppe an, die für eine Volksfront aus Mitgliedern der KPD und der SPD eintrat. Er war zusammen mit Hermann Brill, Franz Petrich und anderen an der Erarbeitung der Gründungsplattform der Deutschen Volksfront beteiligt. Im Jahr 1939 wurde Kleinspehn im Rahmen der Kriegs-Sonderaktion erneut verhaftet und wurde 1940 vom Volksgerichtshof wegen „Vorbereitung zum Hochverrat“ zu drei Jahren Zuchthaus verurteilt. Nach Verbüßung der Strafe wurde er 1942 in das KZ Sachsenhausen überstellt, wo er 1944 unter ungeklärten Umständen starb.
Nach Kleinspehn wurden nach dem Zweiten Weltkrieg mehrere Straßen benannt.

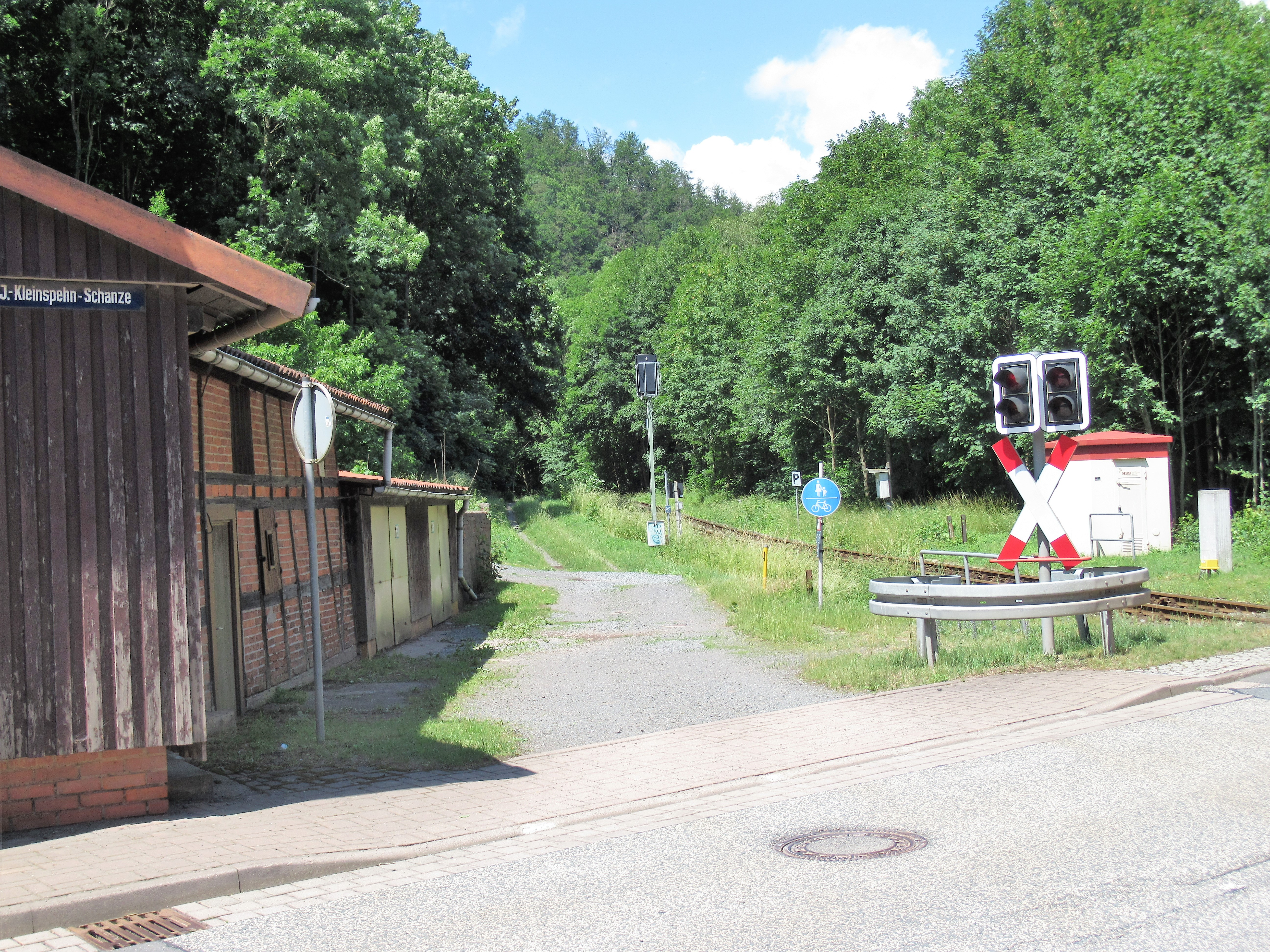
J.-Kleinspehn-Schanze in Ilfeld